# Campionati europei di atletica leggera indoor 2021 - Eptathlon
La gara di eptathlon maschile ai campionati europei di atletica leggera indoor di Toruń 2021 si è svolta il 6 e 7 marzo 2021 presso l'Arena Toruń.

## Podio
| Pos.    | Atleta          | Nazionalità |
| ------- | --------------- | ----------- |
| Oro     | Kévin Mayer     | Francia     |
| Argento | Jorge Ureña     | Spagna      |
| Bronzo  | Paweł Wiesiołek | Polonia     |

## Record
| Record                | Record       | Record | Record            | Record        |
| --------------------- | ------------ | ------ | ----------------- | ------------- |
| Record mondiale       | Ashton Eaton | 6645   | Istanbul, Turchia | 10 marzo 2012 |
| Record europeo        | Kévin Mayer  | 6479   | Belgrado, Serbia  | 5 marzo 2017  |
| Record dei campionati | Kévin Mayer  | 6479   | Belgrado, Serbia  | 5 marzo 2017  |

## Classifica finale
| Class   | Atleta            | Nazione     | 60 m piani | Salto in lungo | Getto del peso | Salto in alto | 60 m hs | Salto con l'asta | 1000 m piani | Punti | Note                                    |
| ------- | ----------------- | ----------- | ---------- | -------------- | -------------- | ------------- | ------- | ---------------- | ------------ | ----- | --------------------------------------- |
| Oro     | Kévin Mayer       | Francia     | 6"86       | 7,47           | 16,32          | 2,04          | 7"78    | 5,20             | 2'45"72      | 6392  | Miglior prestazione mondiale stagionale |
| Argento | Jorge Ureña       | Spagna      | 7"03       | 7,33           | 14,57          | 2,10          | 7"87    | 4,90             | 2'43"16      | 6158  |                                         |
| Bronzo  | Paweł Wiesiołek   | Polonia     | 6"95       | 7,31           | 15,27          | 2,01          | 8"27    | 5,20             | 2'43"13      | 6133  | Miglior prestazione personale           |
| 4       | Rik Taam          | Paesi Bassi | 6"94       | 7,29           | 14,52          | 2,04          | 8"13    | 4,80             | 2'35"35      | 6111  | Miglior prestazione personale           |
| 5       | Risto Lillemets   | Estonia     | 7"04       | 7,28           | 14,50          | 2,04          | 8"09    | 5,00             | 2'43"21      | 6055  |                                         |
| 6       | Andreas Bechmann  | Germania    | 7"02       | 7,49           | 13,80          | 2,10          | 8"57    | 5,10             | 2'47"51      | 5995  |                                         |
| 7       | Dario Dester      | Italia      | 6"97       | 7,61           | 14,25          | 1,95          | 8"25    | 4,40             | 2'44"27      | 5835  |                                         |
| 8       | Darko Pešić       | Montenegro  | 7"21       | 6,95           | 15,89          | 2,01          | 8"21    | 4,60             | 2'43"43      | 5824  |                                         |
|         | Maksim Andraloits | Bielorussia | 7"12       | 6,90           | 15,07          | 2,10          | dnf     | 4,80             | dns          | dnf   |                                         |
|         | Simon Ehammer     | Svizzera    | 6"75       | 7,89           | 14,75          | 1,95          | 7"82    | nm               | dns          | dnf   |                                         |
|         | Pieter Braun      | Paesi Bassi | 7"25       | 7,38           | 15,40          | 1,98          | dns     |                  |              | dnf   |                                         |
|         | Kai Kazmirek      | Germania    | 7"15       | 6,55           | dns            |               |         |                  |              | dnf   |                                         |